# Фонд економічної освіти
Фонд економічної освіти (англ. Foundation for Economic Education, FEE) — дослідницька економічна організація (Ірвингтон-на-Гудзоні, США). Фонд заснований у 1946 р. Леонардом Рідом та іншими. Віцепрезидентом став Генрі Гацліт. З 2003 року президентом фонду був Ричард Ебелін, а з липня 2008 року цю посаду обіймає Лоуренс Рид (англ. Lawrence Reed).
Фонд сповідує принципи економічного лібералізму, близькі до поглядів Австрійської школи. Літньої пори Фондом проводяться тижневі семінари для студентів і докторантів, акцентовані на пропаганду економічної свободи.

## Історія
Заснований у 1946 р. Леонардом Рідом (Leonard E. Read), Генрі Гацлітом (Henry Hazlitt), Девідом Гудрічем (David Goodrich), Дональдсоном Брауном (Donaldson Brown), Лео Вольманом (Leo Wolman), Фредом Фейрчайлдом (Fred R. Fairchild), Клодом Робінсоном (Claude E. Robinson), та Джаспером Крейном (Jasper Crane). Фонд є найстарішим у США дослідницьким фондом, орієнтованим на вільний ринок.
Фонд видавав щомісячний журнал Фрімен (англ. The Freeman).